# Karangbong (Gedangan)
Karangbong is een bestuurslaag in het regentschap Sidoarjo van de provincie Oost-Java, Indonesië. Karangbong telt 9512 inwoners (volkstelling 2010).